# Tapio Korjus
Tapio Korjus, född den 10 februari 1961 i Veckelax är en finländsk före detta friidrottare som tävlade i spjutkastning. 
Korjus var en framstående nationell spjutkastare under 1980-talet vars internationella genombrott kom vid Olympiska sommarspelen 1988 i Seoul. Korjus inledde finalkastningen med ett kast på 82,74 meter vilket innebar ledning fram tills Seppo Räty i tredje omgången kastade 83,26 meter. När dessutom en mycket ung Jan Železný kastade 83,46 meter i fjärde omgången var Korjus bara trea. Men i sista omgången noterade han ett kast på 84,28 meter vilket räckte till olympiskt guld.
Efter sin aktiva karriär har Korjus varit tränare för bland andra Mikaela Ingberg. 

## Personliga rekord
- 89,30 meter från 1986 med det gamla spjutet
- 86,50 meter från 1988 med det nuvarande spjutet.

## Utmärkelser
- Finlands idrottskulturs förtjänstkors i guld[1]

[Redigera Wikidata]